# Architomapoderus vittatus
Architomapoderus vittatus is een keversoort uit de familie bladrolkevers (Attelabidae). De wetenschappelijke naam van de soort werd in 1935 gepubliceerd door Eduard Voss.